# Кехлибареният замък
„Кехлибареният замък“ (на руски: Янтарный замок) е съветски анимационен филм от 1959 година, създаден от киностудиото Союзмултфилм по мотиви от литовска легенда.

## Сюжет
Рибарят Каститис се отправя в морето, за да улови риба и да я принесе в жертва на бога на морето Перкунас. Там той среща морската царица Юрате, невеста на Перкунас. Заради опита си да се докосне до нея, Перкунас потапя с мълнии лодката на рибаря. Юрате спасява Каститис, приютявайки го в подводния си кехлибарен замък, където той я развлича свирейки на дудук. В това време на брега на морето майката на Каститис изгаряла от мъка по него. Злата щука, решила да погуби рибаря, му разказва за това. Каститис си тръгва към дома, но ракът, подучен от щуката го отвежда в глъбините на океана, където се опитва да го убие. Узнавайки за това, Юрате отново спасява възлюбения си. Тя приема да излезе заедно с него на сушата и да стане смъртна. Разгневеният жених Перкунас разрушава кехлибарения и дворец, и с мълния убива самата Юрате. От тогава морето изхвърля на брега късчета кехлибар.

## В ролите
Персонажите във филма са озвучени с гласовете на:
- Алексей Консовский като Перкунас